# 奧克蘭鎮區 (愛荷華州富蘭克林縣)
奧克蘭鎮區（英語：Oakland Township）是美國愛荷華州富蘭克林縣的16個鎮區之一。截至2010年美國人口普查，其人口為216，共121住房。

## 歷史
奧克蘭鎮區於1868年成立。

## 地理
根據2010年美國人口普查，該鎮區的總面積為36.36平方英里（94.2平方），其中土地面積36.34平方英里（94.1平方），水域面積為0.03平方英里（0.078平方）。